# ينع الأعلى (الحيمة الداخلية)

تعديل مصدري - تعديل

ينع الأعلى هي إحدى قرى عزلة الجدعان بمديرية الحيمة الداخلية التابعة لمحافظة صنعاء، بلغ تعداد سكانها 162 نسمة حسب تعداد اليمن لعام 2004.